# Великий трек

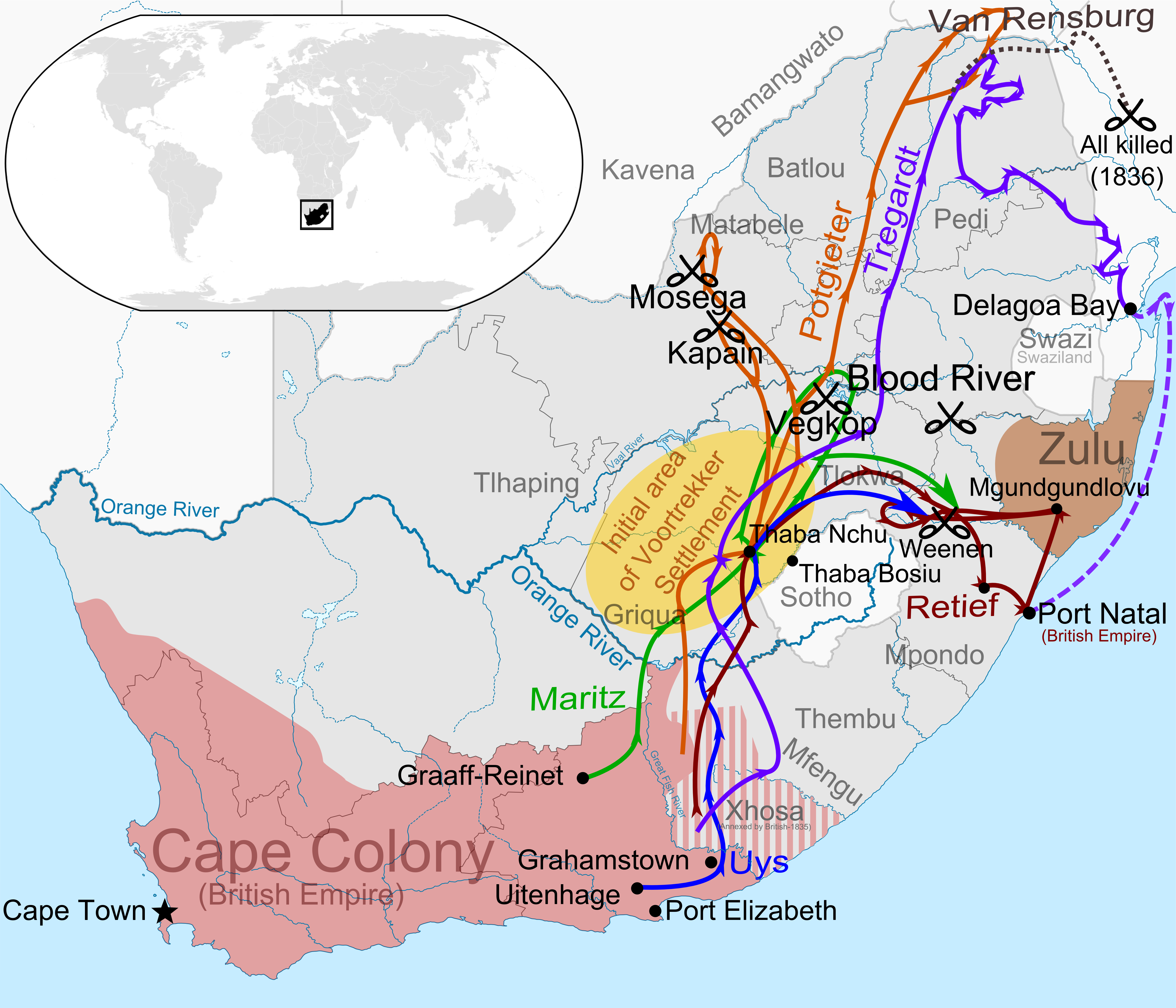
Маршруты движения крупнейших отрядов первой волны Великого трека (1835—1840 гг.)
Отряд Луиса Трегардта (1833-1838)
Эвакуация выживших из отряда Трегардта
на корабле в 1839 г.
Погибшая группа Ван Рейнсбурга,
отделившаяся от отряда Трегардта в 1836 г.
Поход и исследовательские маршруты
отряда Хендрика Потгитера
Отряд Геррита Марица
Отряд Питера Морица Ретифа (1837-1838)
Отряд Пиета Уйса

«Великий трек» (африк. Die Groot Trek) — переселение потомков голландских колонистов (буров) в центральные районы Южной Африки, приведшее к созданию трёх республик — Южно-Африканской республики (Трансвааля), Оранжевого Свободного Государства и Республики Наталь.

## Предыстория
Ещё с конца XVII века сформировалось движение «трекбуров», то есть буров-кочевников или буров-переселенцев, которые, стремясь уйти из-под власти Нидерландской Ост-Индской компании, стихийно переселялись на территории к востоку от Капской колонии. Нередко, не имея возможности сразу найти подходящее место для поселения, они подолгу кочевали по разным регионам.

## Причины
Конфликт между англичанами и бурами возник практически сразу же после того, как Великобритания первый раз захватила Капскую колонию Голландской Ост-Индской компании в 1795 году. Последующая политика английской колониальной администрации лишь усиливала недовольство среди буров. Англичане использовали для подавления восстания буров в восточных дистриктах Капской колонии в 1799 году военные формирования, укомплектованные из представителей «цветного» (смешанной расы) населения. В 1809 году была принята так называемая «Великая хартия готтентотов», по которой чернокожий слуга мог, хотя бы формально, предстать перед тем же судом, что и его белый господин. Во второй половине 1820-х годов было отменено преподавание в школах на голландском языке и английский язык стал единственным государственным языком в колонии. К этому надо добавить финансовую реформу 1825 года, по которой обмен старых денег — риксдаллеров — проводился по грабительскому для фермеров курсу.
Но окончательный разрыв между англичанами и потомками голландских переселенцев произошёл в середине 1830-х годов. Английское правительство предприняло действия, которые подрывали жизненные устои буров. Во-первых, в 1834 году в британских владениях было отменено рабовладение, являвшееся основой экономики буров, которое теперь стало незаконным. Во-вторых, английское правительство стало вступать в переговоры с африканскими вождями по северной границе Капской колонии, что грозило её закрытием для их дальнейшей экспансии. Эти действия британских властей были восприняты бурами как покушение на их имущество и исконные права. В результате среди части буров созрело решение уйти из Капской колонии, ими же когда-то основанной.

## Переселение

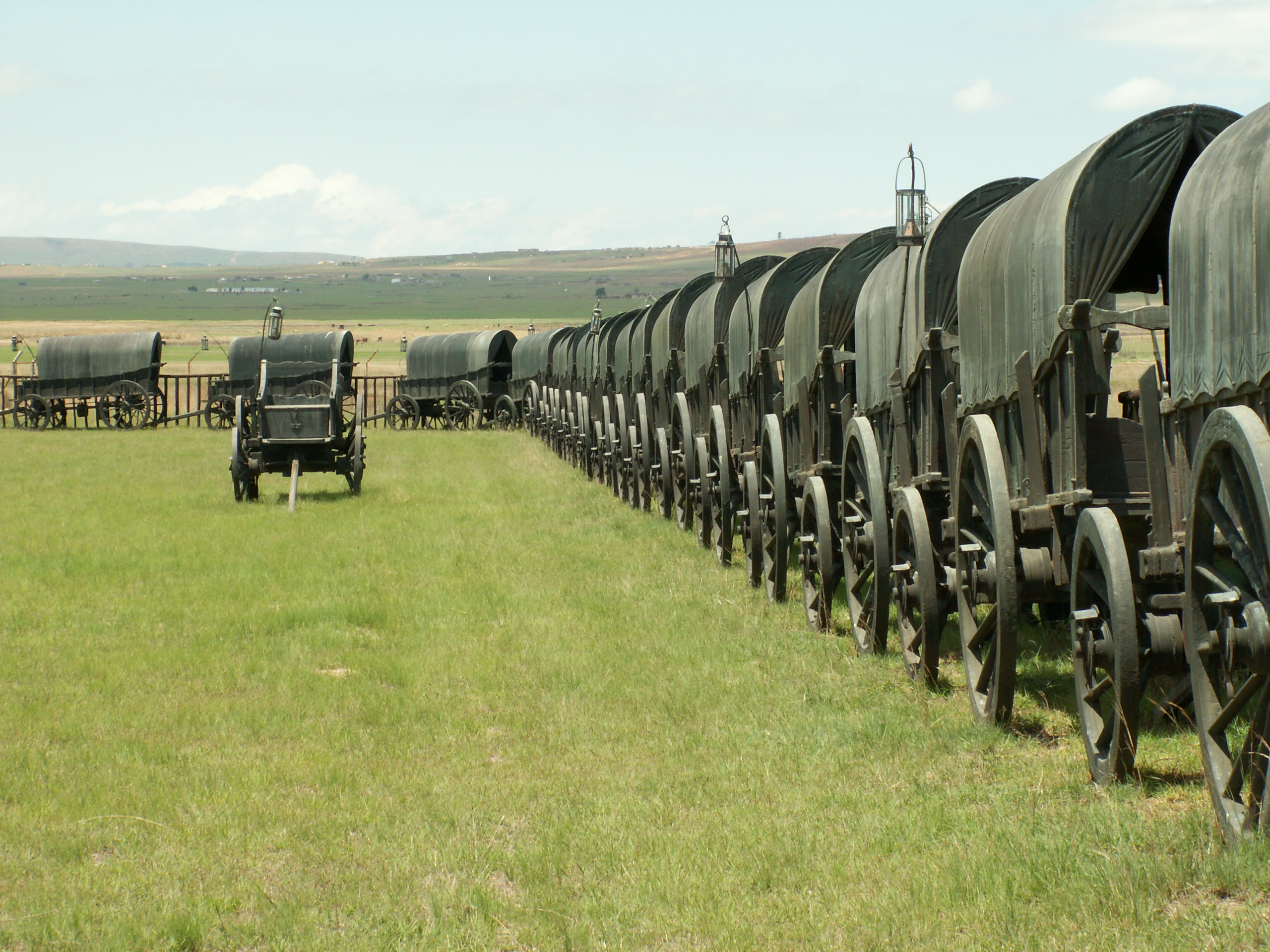

Массовый исход буров, вошедший в историю под названием «Великий трек», начался в 1835 году. Большинство переселенцев (треккеров) происходило из восточных дистриктов Капской колонии. С 1835 по 1845 год в переселении приняли участие около 15 тыс. человек. Буры, покинувшие пределы Капской колонии, получили название «фуртреккеров» или просто «треккеров».

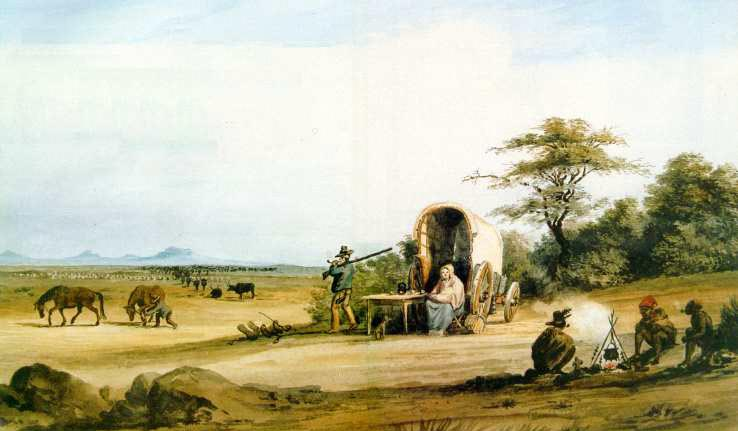

Миновав территорию между реками Оранжевая и Вааль и перейдя через Драконовы горы, группы треккеров ступили на земли зулусов, привлекавшие переселенцев своим мягким климатом, удобным выходом к морю, обширными пастбищами и плодородием. В 1837 году буры направили в лагерь правителя зулусов Дингаана (Дингане) послов во главе со своим лидером Питером Ретифом, чтобы добиться соглашения на поселение в этих землях. Однако переговоры закончились массовым избиением буров, в результате которого в общей сложности было убито более 300 буров, включая женщин и детей.
16 декабря 1838 года между десятитысячным войском Дингаана и несколькими сотнями бурских переселенцев во главе с Андрисом Преториусом произошла решающая Битва на Кровавой реке. Вооруженные огнестрельным оружием, треккеры с успехом отразили нападение зулусов и устроили настоящую «кровавую бойню», уничтожив более трёх тысяч из них. Потери же самих буров составили лишь три человека, да и то ранеными. С тех пор река Инкоме, воды которой после битвы буквально окрасились кровью зулусов, стала называться Кровавой. Сама эта победа была воспринята бурами как явное подтверждение милости к ним Всевышнего.
Потерпев тяжёлое поражение, Дингане вынужден был пойти на подписание соглашения о мире 23 марта 1839 года. Зулусы отказывались от всех территорий к югу от реки Тугелы. На захваченных землях бурские переселенцы основали республику Наталь.
15 июля 1842 года Фольксраад Республики Наталь официально признал власть британской короны. 12 мая 1843 года Наталь был официально присоединён к Капской колонии.
Буры вынуждены были мигрировать на север и северо-запад, во внутренние районы Южной Африки, где создали два новых государственных образования: в 1852 году — Южно-Африканскую Республику (она также именовалась Трансвааль) со столицей в Претории, и в 1854 году — Оранжевое Свободное Государство со столицей в Блумфонтейне.

## Итоги трека
Итогом Трека стало появление открытой и достаточно протяженной пограничной зоны, на территории которой долгое время никто не мог установить бесспорного политического контроля: ни треккеры, ни африканцы, ни британцы. В 1860—1870-е гг. вдоль этой границы непродолжительное время существовали буферные государства гриква — потомков смешанных браков между бурами и готтентотами, которые говорили на языке африкаанс, однако занимали пробританскую позицию. Экономический коллапс гриква привёл к аннексии их территорий британцами и к обострению приграничных конфликтов.
Как британские, так и бурские территории подвергались набегам со стороны африканских племён — зулусов, коса и др. Британцам удалось нанести аборигенам ряд существенных поражений, после чего они использовали их в своей борьбе против буров.
Переселение привело буров к их давней мечте — независимости, но лишь политической. Экономически республики буров ещё долго находились в зависимости от английских колоний.
Одним из непосредственных результатов Трека стала экономическая стагнация внутри общества переселенцев и культурное истощение региона. Подавляющее число треккеров занялись сельским хозяйством. Поскольку размер многих из ферм достигал 50-100 тыс. акров, бурами активно использовался труд батраков-туземцев и рабов. Вплоть до открытия на территории Трансвааля золота и начала промышленной разработки его залежей в 1880-е годы, бурские республики оставались патриархальными аграрными государствами с небольшим европейским населением. Белое население Трансвааля к концу XIX века составляло примерно 125 тысяч человек, а гражданами Оранжевого Свободного государства к тому времени являлись 30 тысяч буров.